# Леушинка
Леушинка — упразднённый посёлок на территории Кондинского района Ханты-Мансийского автономного округа — Югры.

## География
Находился на левом берегу реки Леушинка, в 7 км от её впадения в озеро Леушинский Туман.

## История
Упразднён постановлением губернатора от 23 января 2004 года.

## Климат
Климат резко континентальный, зима суровая, с сильными ветрами и метелями, продолжающаяся пять−шесть месяцев. Лето относительно тёплое, но быстротечное.

## Население
| 1989 | 2002 |
| ---- | ---- |
| 319  | ↘5   |